# Vladislav Riábtsev
Vladislav Vadímovich Riábtsev –en ruso, Владислав Вадимович Рябцев– (Sortavala, URSS, 13 de diciembre de 1987) es un deportista ruso que compitió en remo.
Ganó dos medallas en el Campeonato Europeo de Remo, en los años 2015 y 2016. Participó en dos Juegos Olímpicos de Verano, ocupando el octavo lugar en Londres 2012 (cuatro scull) y el décimo en Río de Janeiro 2016 (cuatro sin timonel).

## Palmarés internacional
| Campeonato Europeo | Campeonato Europeo     | Campeonato Europeo | Campeonato Europeo |
| Año                | Lugar                  | Medalla            | Prueba             |
| ------------------ | ---------------------- | ------------------ | ------------------ |
| 2015               | Poznań (Polonia)       | Medalla de oro     | Cuatro scull       |
| 2016               | Brandeburgo (Alemania) | Medalla de bronce  | Cuatro scull       |